# Huculszczyzna
Huculszczyzna (ukr. Гуцу́льщина, rum. Huțulșcina, słow. Huculsko) – region w zachodniej części Ukrainy, na obszarze Karpat Wschodnich, obejmujący m.in. pasmo Czarnohory.

## Charakterystyka
Geograficznie Huculszczyzna sięga na zachodzie po obszar zasiedlenia Bojków (siedziby Hucułów i Bojków dawniej rozgraniczała rozległa puszcza górska zwana puszczą Czarnego-Lasu), oraz po rzekę Łomnicę (prawy dopływ Dniestru).
W XII wieku teren ten należał do Rusi Halicko-Wołyńskiej, zaś od czasów Kazimierza Wielkiego (XIV w.) Huculszczyzna znajdowała się w obrębie Rzeczypospolitej. W 1772 roku w wyniku I rozbioru Polski weszła w skład monarchii austriackiej, a następnie austro-węgierskiej. W latach międzywojennych znowu znalazła się w Polsce. Po 1945 r. Huculszczyzna przestała należeć do Polski, a Polacy i inne nieruskie mniejszości etniczne i narodowe zostali stamtąd wypędzeni. Między innymi to było powodem spadku zainteresowania tym obszarem ze strony polskich etnografów.
Wywodzą się stąd Huculi, górale pochodzenia ruskiego i wołoskiego, twórcy oryginalnej kultury regionalnej w dorzeczu górnego Prutu. Na tych terenach rotmistrz Wojska Polskiego Michał Holländer wyselekcjonował rasę koni huculskich.
Polska fascynacja Huculszczyzną eksplodowała w I. poł. XIX wieku. Pisarz Eugeniusz Brocki utrwalił region ten w swoim opowiadaniu Opryszki w Karpatach (Poznań, 1836). Pisali także o nim między innymi: Wincenty Pol i Józef Wittlin. Dramat huculski pt. Karpaccy górale napisał Józef Korzeniowski. Kolejnymi polskimi twórcami poruszającymi ten temat byli m.in. znani malarze Józef Simmler, Artur Grottger, Juliusz Kossak, Stanisław Dębicki, Józef Jaroszyński, Tadeusz Rybkowski, Wacław Szymanowski („Umizgi huculskie (Sielanka)” 1892, „Kłótnia Hucułów” 1889, „Huculi w rozmowie” ok. 1886–1900), a przede wszystkim Teodor Axentowicz w swoich dziełach „Pogrzeb Huculski” (1882), „Święto Jordanu” (1893) i „Kołomyjka” (1895). Huculszczyznę szczególnym uwielbieniem obdarzyli przede wszystkim trzej malarze z krakowskiej Akademii Sztuk Pięknych: Kazimierz Sichulski, Władysław Jarocki i Fryderyk Pautsch. Wielkim miłośnikiem i znawcą Huculszczyzny był Stanisław Vincenz (tetralogia „Na wysokiej połoninie” 1936–1979) – polski prozaik i eseista. Ferdynand Ossendowski opublikował swą Huculszczyznę w 1936 roku.
Z najnowszych twórców o Huculszczyźnie pisze poetka Urszula Kopeć-Zaborniak.
Doceniane są huculskie ikony. Obrazy świętych są dynamiczne, malowano im białe twarze. Olbrzymią kolekcję obrazów huculskich z XVIII-XIX w. posiada Muzeum Ukraińskich Ikon Domowych, które jest częścią kompleksu historyczno-kulturalnego Zamek Radomyśl na Ukrainie.
Obecnie w Polsce największe zbiory sztuki huculskiej, liczące ponad 2 tysiące eksponatów, posiada Muzeum Etnograficzne im. Seweryna Udzieli w Krakowie. Wiele z nich stanowi dar prywatny wielkiej polskiej miłośniczki Huculszczyzny – lwowianki Heleny Dąbczańskiej. W Krakowie od 2006 roku odbywa się także, zainicjowany przez polskich miłośników Huculszczyzny i dawnych mieszkańców tych terenów, Międzynarodowy Festiwal Huculski „Słowiańska Atlantyda”.

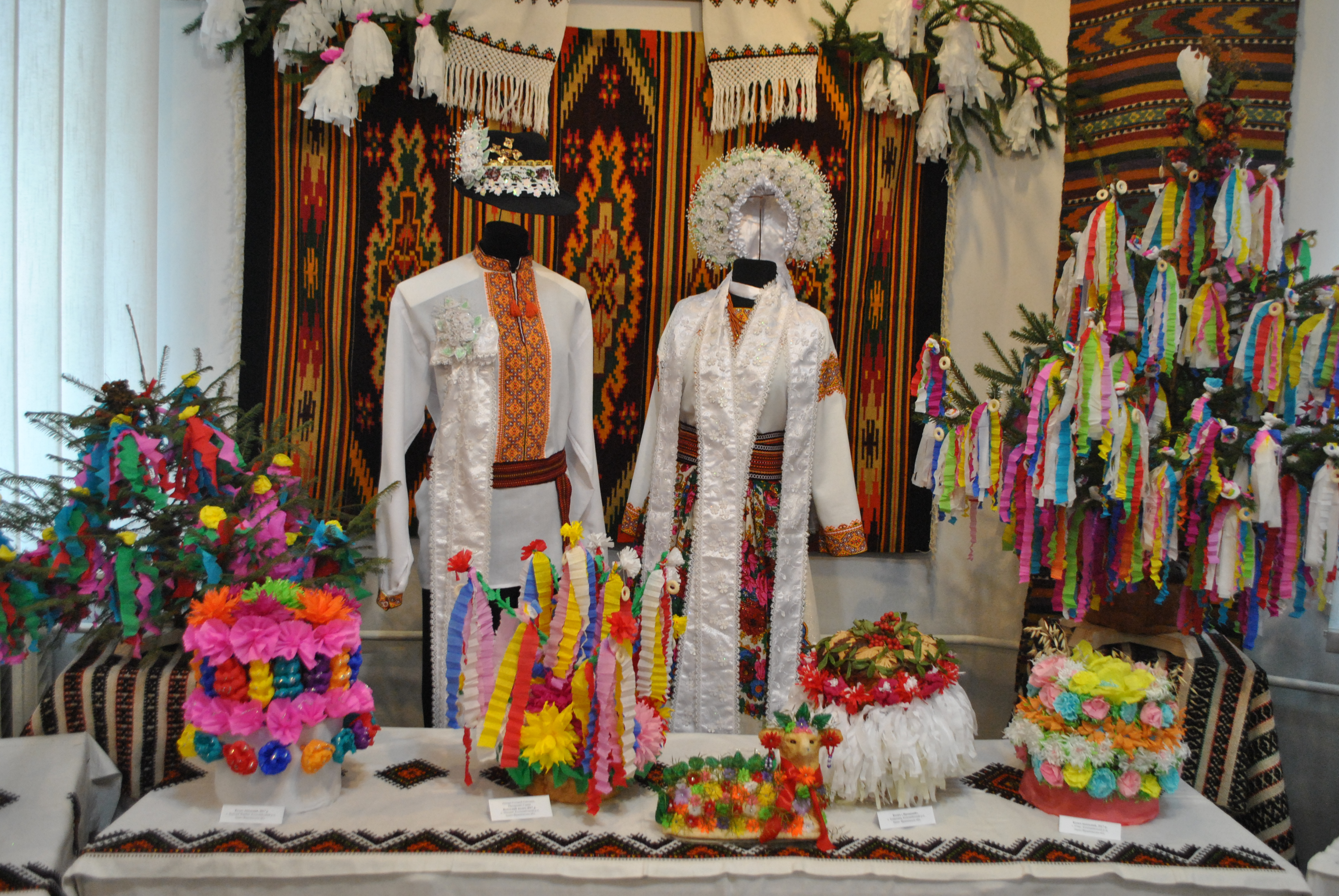
Aranżacja wesela huculskiego – Muzeum w Kołomyi
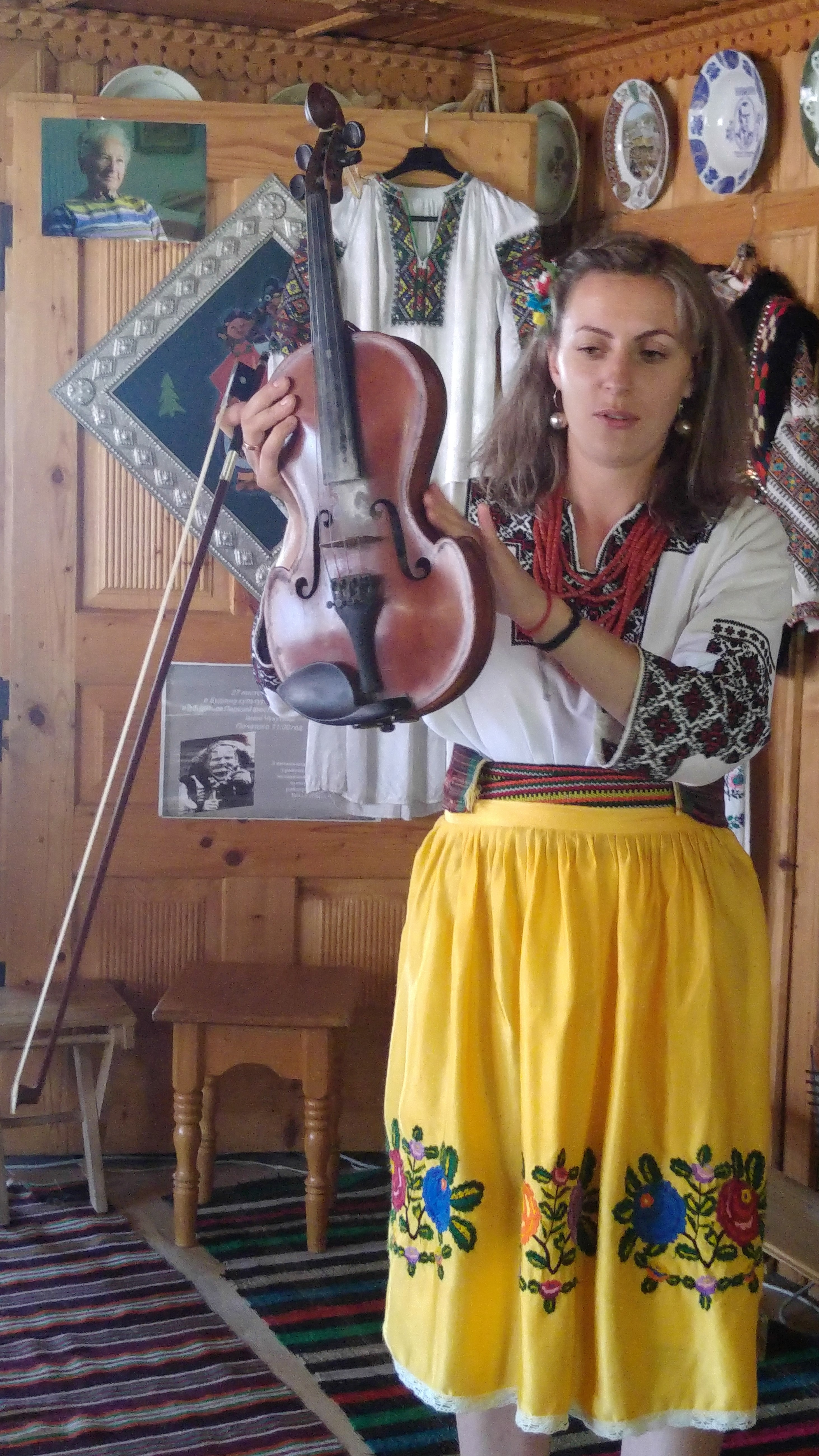
Pokaz skrzypiec huculskich w Muzeum Instrumentów Huculskich w Werchowynie
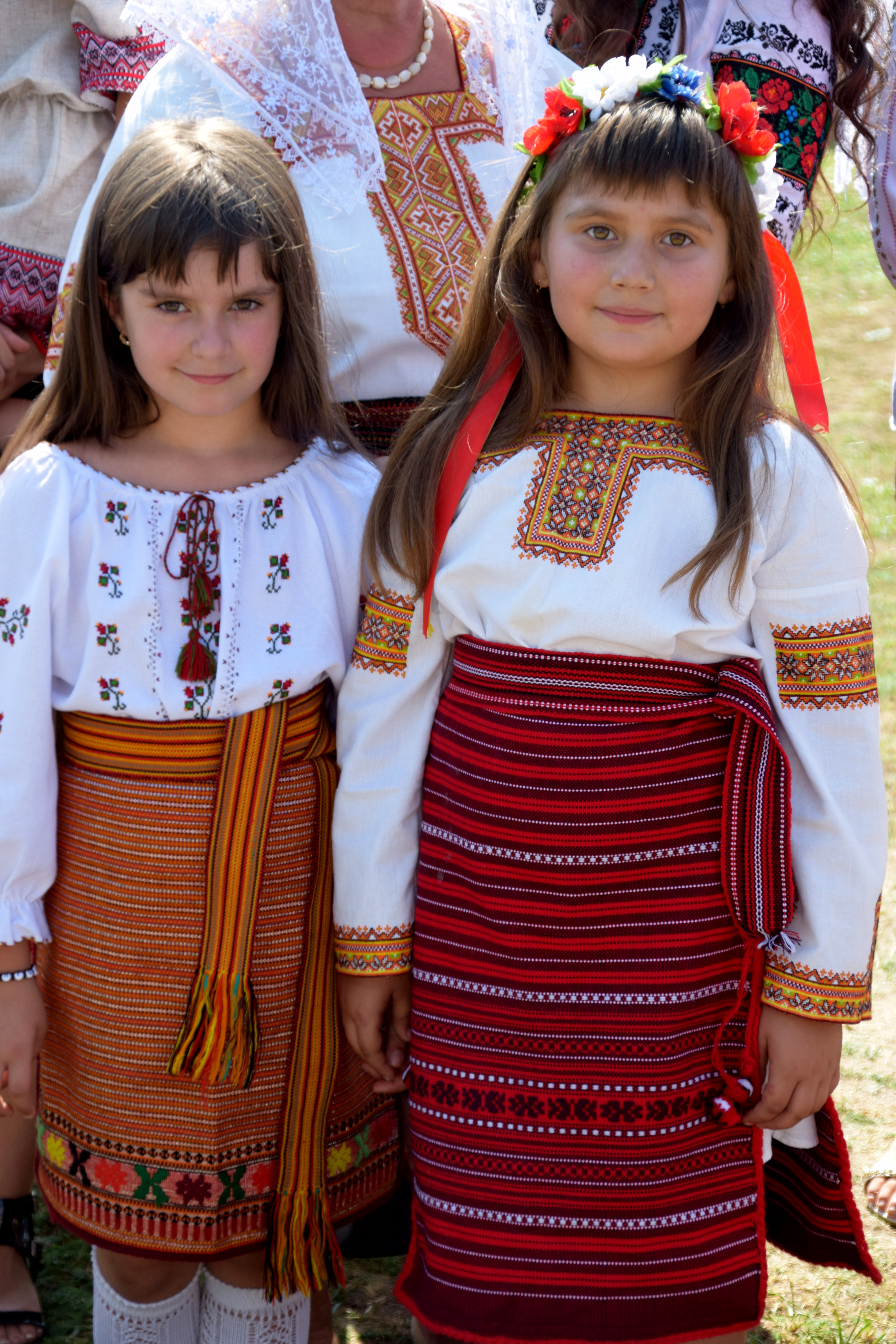
Dzieci w tradycyjnych strojach
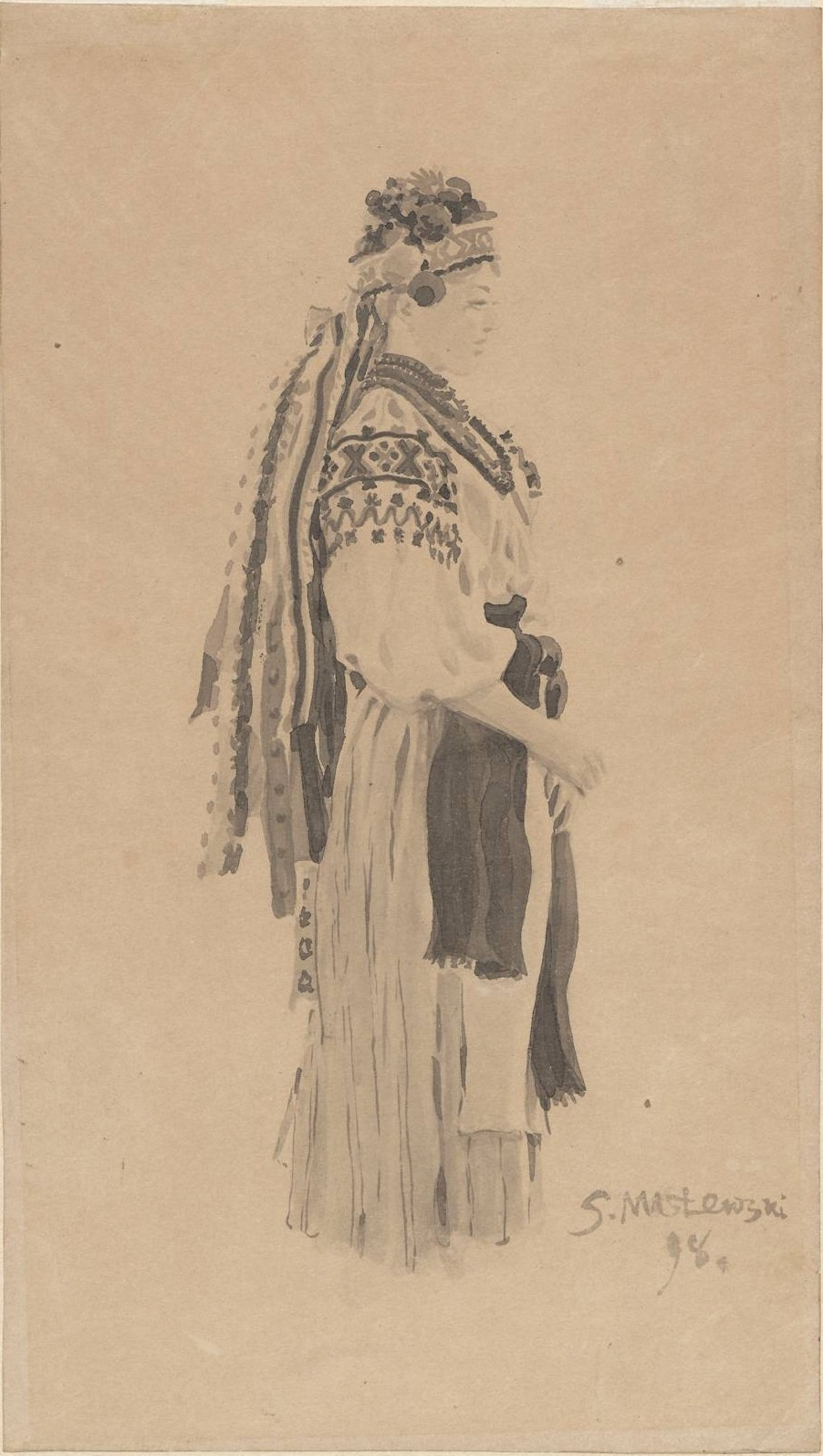
Kobieta w ludowym stroju huculskim (szkic Stanisława Masłowskiego), 1884, rysunek tuszem Stanisława Masłowskiego
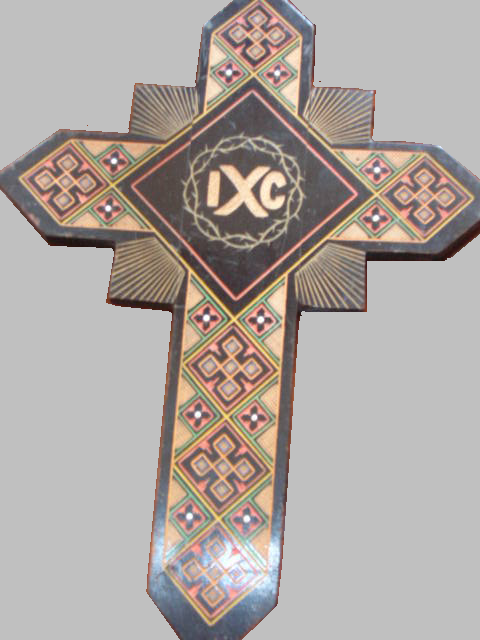
Huculski krzyż z końca XIX wieku
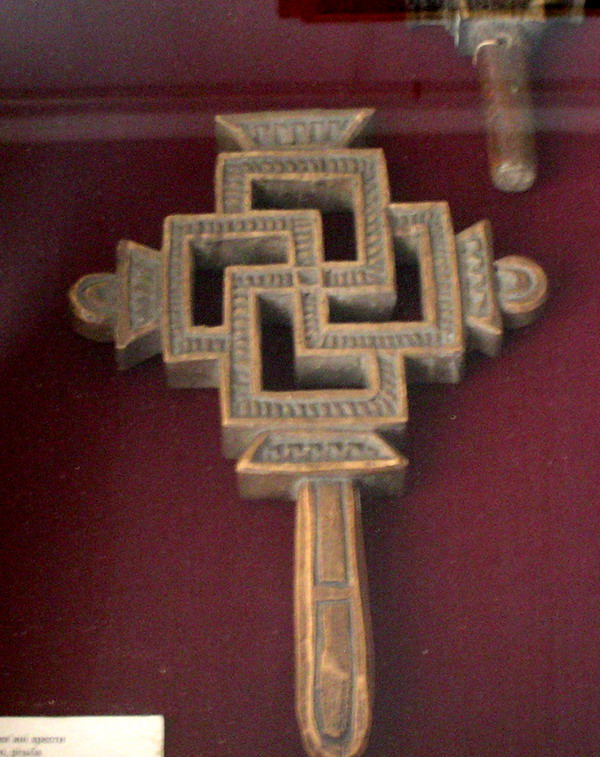
Huculski krzyż w formie swastyki, częsty motyw używany wśród górali karpackich
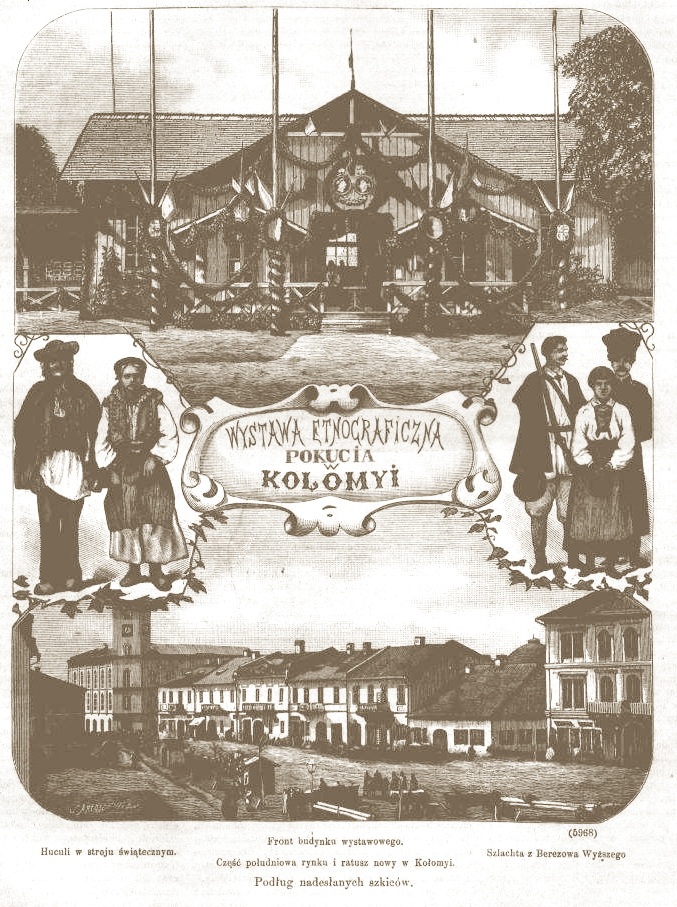
Pierwsza wystawa etnograficzna z roku 1880
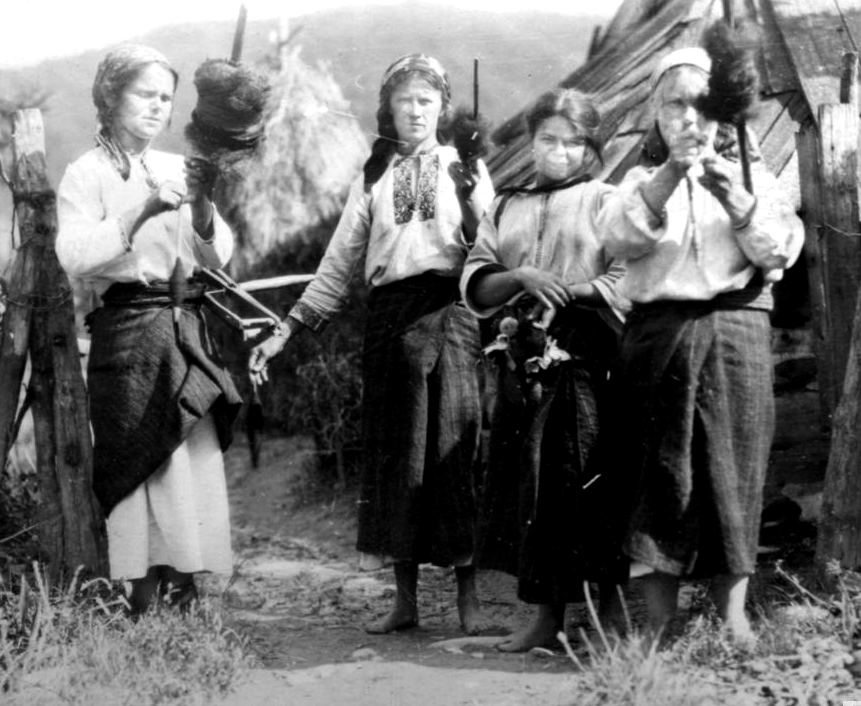
Grupa Hucułów
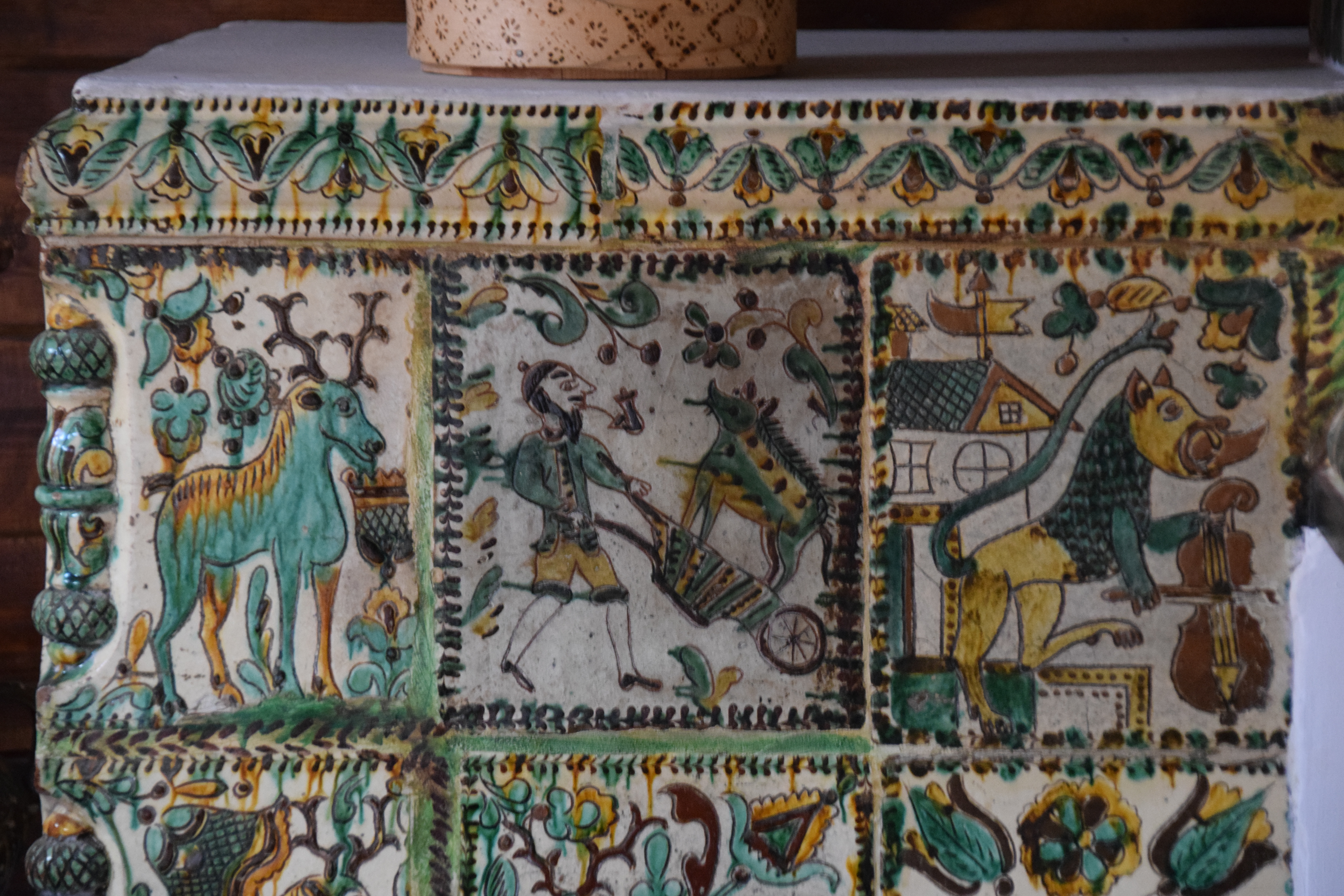
Kafle huculskie